# اس‌ام‌اس تتیس
اس‌ام‌اس تتیس (به انگلیسی: SMS Thetis) یک کشتی بود که طول آن ۱۰۵٫۱ متر (۳۴۴٫۸ فوت) بود. این کشتی در سال ۱۹۰۰ ساخته شد.